# Haagsches Theorem
Rudolf Haag formulierte ein Theorem, das heute allgemein als haagsches Theorem bekannt ist. Es besagt, dass das Wechselwirkungsbild einer relativistischen Quantenfeldtheorie (QFT) inkonsistent ist, d. h., nicht existiert.
Haags Beweis von 1955 wurde anschließend mehrfach verallgemeinert, u. a. von Hall und Arthur Wightman, die zu dem Ergebnis gelangten, dass eine eindeutige, universelle Hilbertraum-Darstellung, die sowohl das freie als auch das wechselwirkende Feld beschreibt, nicht existiert.
Reed und Simon zeigten 1975, dass ein analoges Theorem auch für neutrale, wechselwirkungsfreie Skalarfelder unterschiedlicher Massen existiert, woraus folgt, dass das Wechselwirkungsbild nicht einmal im Grenzfall einer vernachlässigbaren Wechselwirkung konsistent ist.

## Mathematische Formulierung des haagschen Theorems
In einer modernen Variante lässt sich das haagsche Theorem wie folgt formulieren:

Gegeben seien zwei Darstellungen der kanonischen Vertauschungsrelation (KVR), {\displaystyle (H_{1},\{O_{1}^{i}\})}, sowie {\displaystyle (H_{2},\{O_{2}^{i}\})} (wobei {\displaystyle H_{n}} für den jeweils gültigen Hilbertraum und {\displaystyle \{O_{n}^{i}\}} für die jeweils vollständigen Sätze der Operatoren in den KVR stehen). Beide Darstellungen heißen genau dann unitär äquivalent, wenn es eine unitäre Abbildung {\displaystyle U} zwischen Hilbertraum {\displaystyle H_{1}} und {\displaystyle H_{2}} gibt, bei der zu jedem Operator {\displaystyle O_{1}^{j}\in \{O_{1}^{i}\}} ein Operator {\displaystyle O_{2}^{j}=UO_{1}^{j}U^{-1}\in \{O_{2}^{i}\}} existiert. Die Eigenschaft der unitären Äquivalenz ist eine notwendige Bedingung dafür, dass die Erwartungswerte der Observablen, d. h. die Vorhersagen physikalischer Messungen, in beiden Darstellungen identisch ausfallen. Das haagsche Theorem besagt, dass – anders als im Falle der herkömmlichen, nicht-relativistischen Quantenmechanik – eine solche unitäre Äquivalenz im Rahmen der QFT nicht vorliegt. Der Anwender der QFT ist daher mit dem sogenannten Auswahlproblem (engl.: choice-problem) konfrontiert, d. h. mit dem Problem, aus einer nicht-abzählbaren Menge nicht-äquivalenter Darstellungen die richtige (also: physikalisch sinnvolle) Darstellung zu finden. Bis heute gehört das Auswahlproblem zu den ungelösten Problemen in der QFT.

## Physikalische (anschauliche) Betrachtungsweise
Wie bereits von Haag in seiner Originalarbeit erwähnt, bildet das Phänomen der Vakuumpolarisation das Kernproblem, auf dem das haagsche Theorem aufbaut. Jedes wechselwirkende Quantenfeld (dazu gehören auch die nicht-wechselwirkenden Felder unterschiedlicher Massen) polarisiert das Vakuum derart, dass es in einem renormierten Hilbertraum {\displaystyle H_{\mathrm {R} }} liegt, der sich von dem freien Hilbertraum {\displaystyle H_{\mathrm {F} }} unterscheidet. Selbstverständlich ist es immer möglich, eine isomorphe Abbildung zu definieren, die zwischen den Zuständen in beiden Hilberträumen vermittelt. Jedoch besagt das haagsche Theorem, dass im Rahmen einer solchen Abbildung die KVR nicht die Eigenschaft der unitären Äquivalenz besitzen, physikalische Messergebnisse folglich nicht eindeutig ausfallen.

## Fälle, die nicht vom haagschen Theorem betroffen sind
Zu den Grundannahmen, die zum haagschen Theorem führen, gehört die Translationsinvarianz des Systems. Solche Systeme, die sich auf einem Gitter mit periodischen Randbedingungen ('Box-QFT') formulieren lassen, sowie Systeme, die aufgrund externer Potentiale lokalisiert werden können, sind von dem haagschen Theorem nicht betroffen. Haag und David Ruelle haben einen Formalismus der Streutheorie vorgestellt, der auf asymptotisch freien Zuständen basiert, als Haag-Ruelle-Streutheorie bekannt ist und als Grundlage für die weit verbreitete LSZ-Reduktionsformel dient. Letztere Methoden sind allerdings nicht anwendbar auf massenlose Teilchen und liefern auch im Falle gebundener Zustände noch keine zufriedenstellenden Lösungen.

## Mangelnde Akzeptanz unter den Anwendern der QFT
Obwohl das haagsche Theorem die mathematische Konsistenz der wechselwirkenden QFT infrage stellt, wird es von Physikern, die die QFT praktizieren, weitgehend ignoriert. Diese auf den ersten Blick überraschende Tatsache hängt mit den beeindruckenden Erfolgen der QFT bei der Vorhersage und Verifizierung experimenteller Messwerte zusammen, die eine grundsätzliche Neuformulierung des Wechselwirkungsbildes überflüssig erscheinen lassen. Dennoch ist aufgrund der unsicheren axiomatischen Basis unklar, warum beziehungsweise unter welchen Bedingungen die QFT mit Wechselwirkung zu einer akkuraten physikalischen Beschreibung der Realität führt.

## Zum Weiterlesen
- Doreen Fraser, Ph.D. thesis: Haag’s Theorem and the Interpretation of Quantum Field Theories with Interactions. U. of Pittsburgh, 2006 (englisch, pitt.edu).
- A. Arageorgis, Ph.D. thesis: Fields, Particles, and Curvature: Foundations and Philosophical Aspects of Quantum Field Theory in Curved Spacetime. Univ. of Pittsburgh, 1995 (englisch).
- J. Bain: Against Particle/field duality: Asymptotic particle states and interpolating fields in interacting QFT (or: Who's afraid of Haag's theorem?). In: Erkenntnis. 53. Jahrgang, 2000, S. 375–406 (englisch).